# Selecció de bàsquet de Turquia

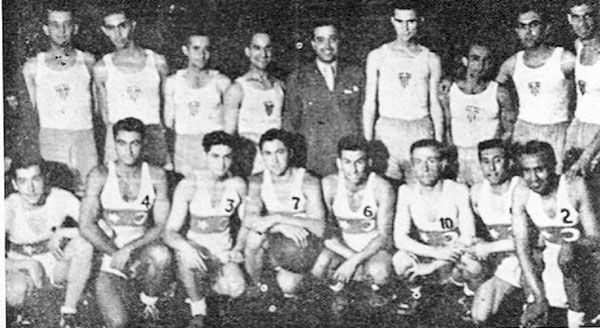
Turquia contra Grècia el 1936.

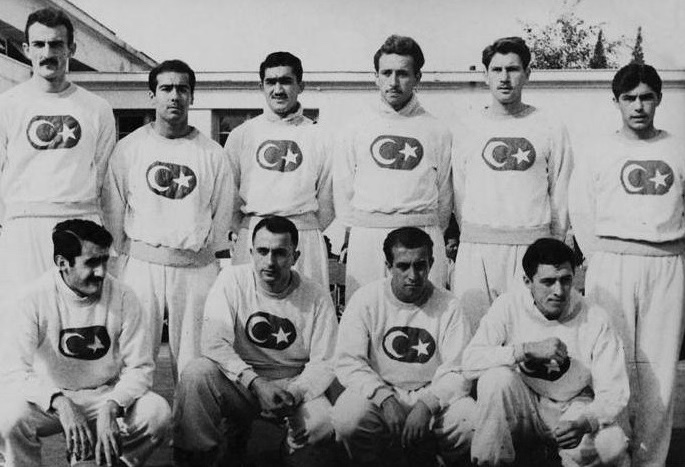
Turquia l'any 1946.

La Selecció de bàsquet de Turquia (turc: Türkiye Millî Basketbol Takımı) és l'equip format per jugadors de nacionalitat polonesa que representa la Federació Polonesa de Bàsquet en les competicions internacionals organitzades per la Federació Internacional de Bàsquet (FIBA) o el Comitè Olímpic Internacional (COI).
Ahmet Robenson és conegut com l'introductor del basquetbol a Turquia. El 1936, la selecció disputà el seu primer partit essent el rival la selecció de Grècia, amb victòria per 49–12. El seu debut en un campionat europeu fou l'any 1949, finalitzant en una meritòria quarta posició. A l'EuroBasket de 2001 arribà a la final, però la va perdre davant Iugoslàvia.

## Classificacions

### Jocs Olímpics
- 1936 - 21
- 1952 - 22

### Campionats mundials
- 2002 - 9
- 2006 - 6
- 2010 -  2
- 2014 - 8
- 2019 - 22

### Campionats europeus
- 1949 - 4
- 1951 - 6
- 1955 - 11
- 1957 - 9
- 1959 - 12
- 1961 - 10
- 1963 - 15
- 1971 - 12
- 1973 - 8
- 1975 - 9
- 1981 - 11
- 1993 - 11
- 1995 - 13
- 1997 - 8
- 1999 - 8
- 2001 -  2
- 2003 - 12
- 2005 - 9
- 2007 - 11
- 2009 - 8
- 2011 - 11
- 2013 - 17
- 2015 - 9
- 2017 - 14
- 2022 - 10

### Jocs Mediterranis
- 1951 - 6
- 1955 - ?
- 1959 - 5
- 1963 - ?
- 1967 -  3
- 1971 -  2
- 1979 - 4
- 1983 -  3
- 1987 -  1
- 1991 - 4
- 1993 - 8
- 1997 - 7
- 2001 - 6
- 2005 - 4
- 2009 -  3
- 2013 -  1

## Galeria

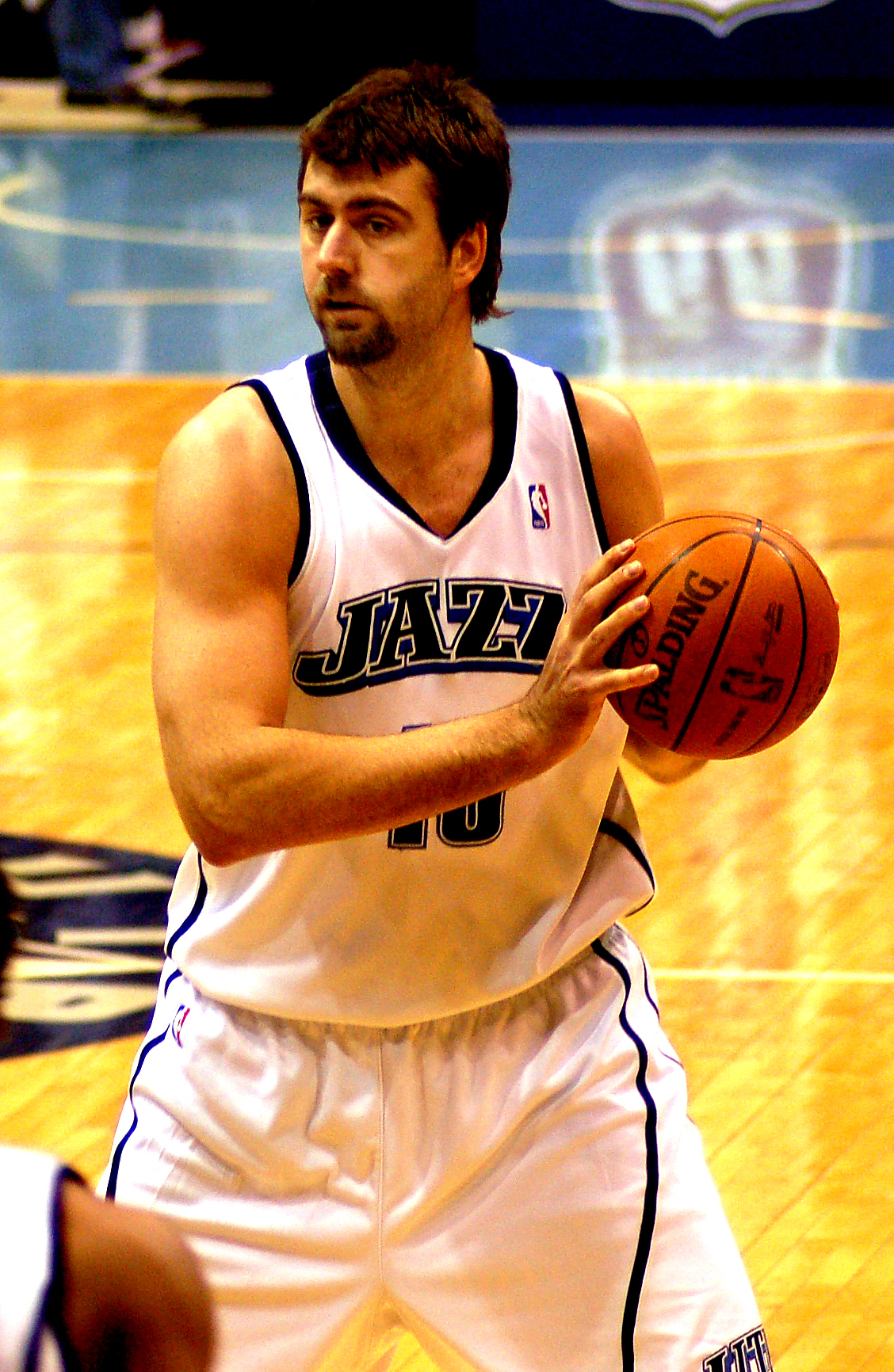
Mehmet Okur
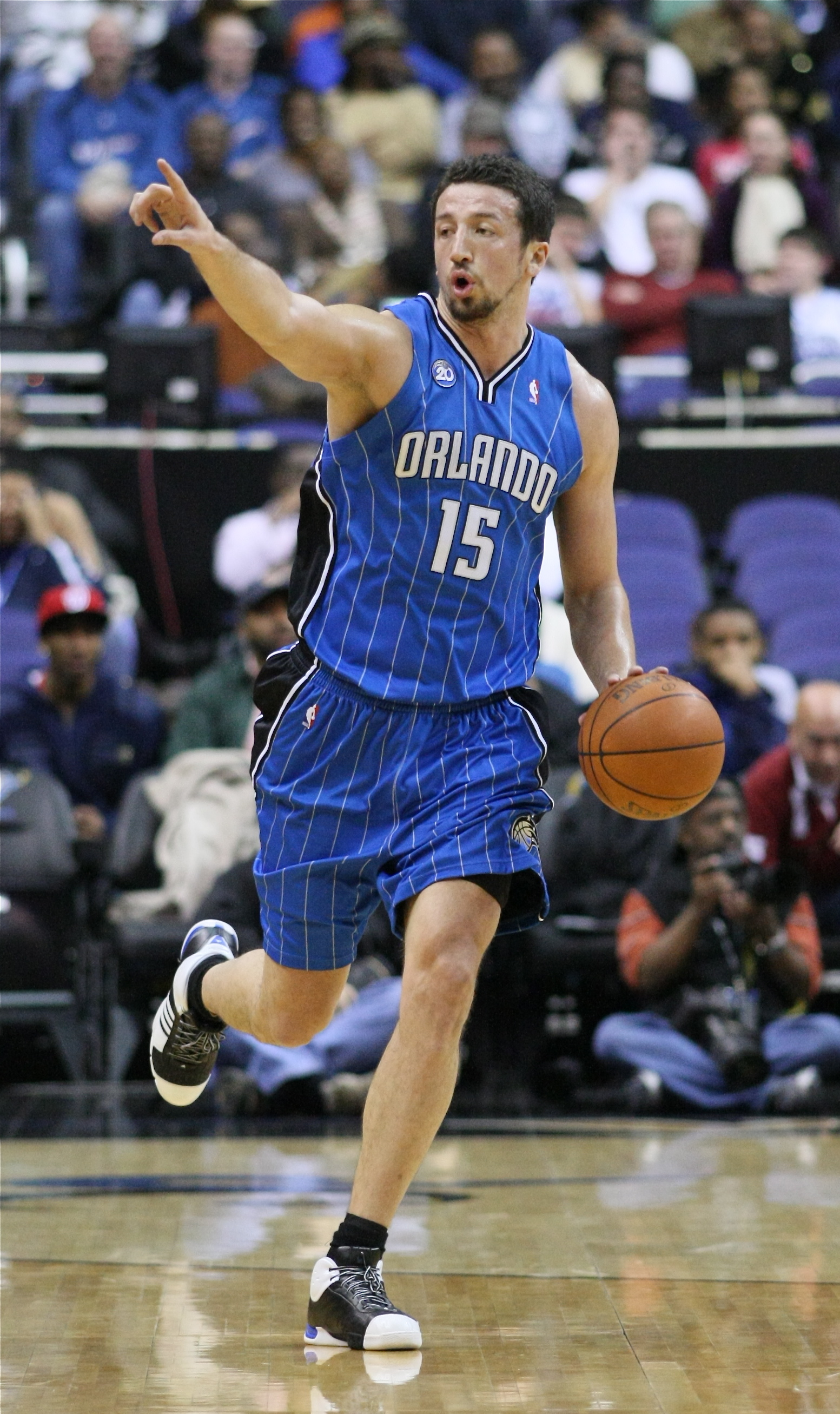
Hidayet Türkoğlu
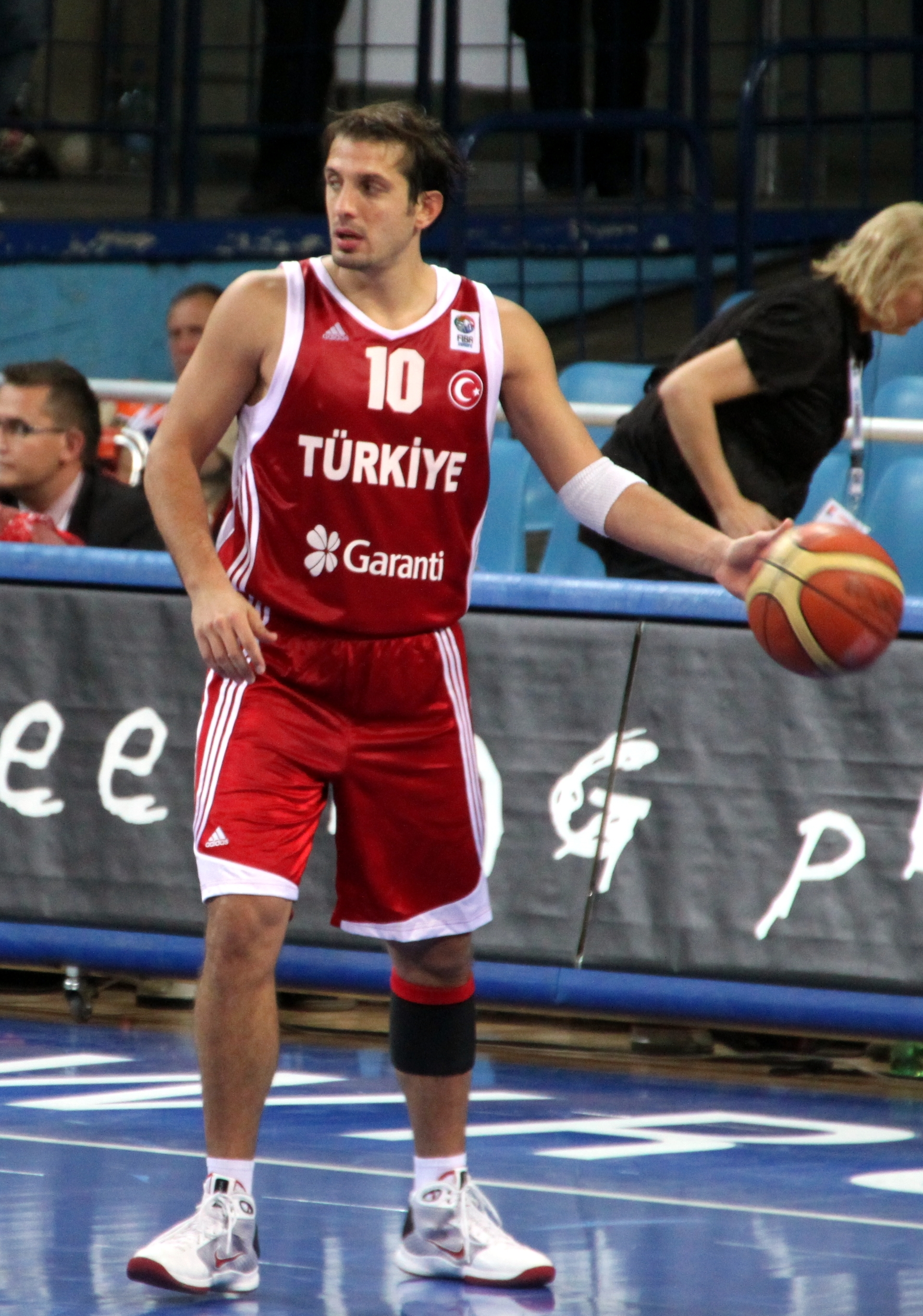
Kerem Tunçeri
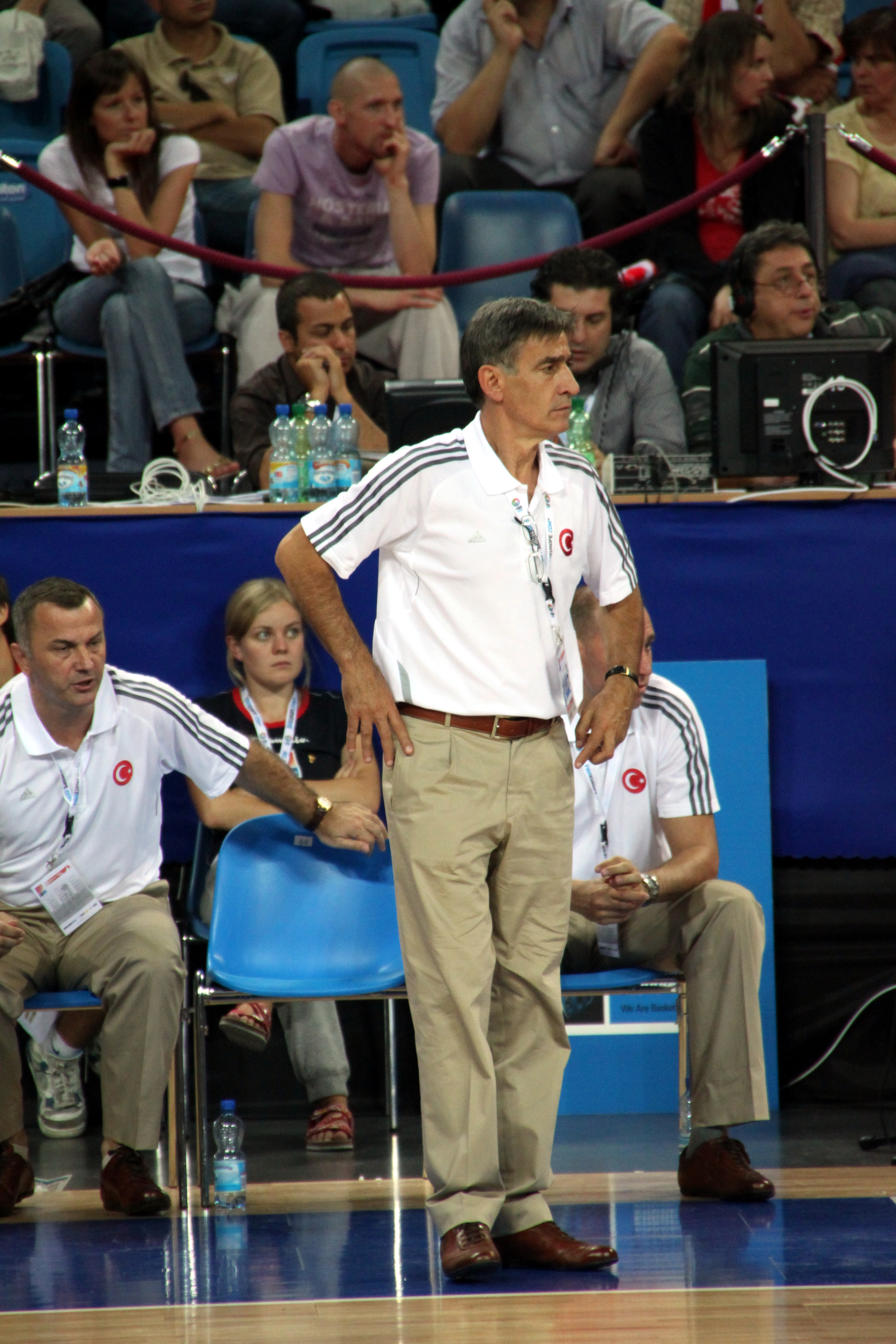
Bogdan Tanjević
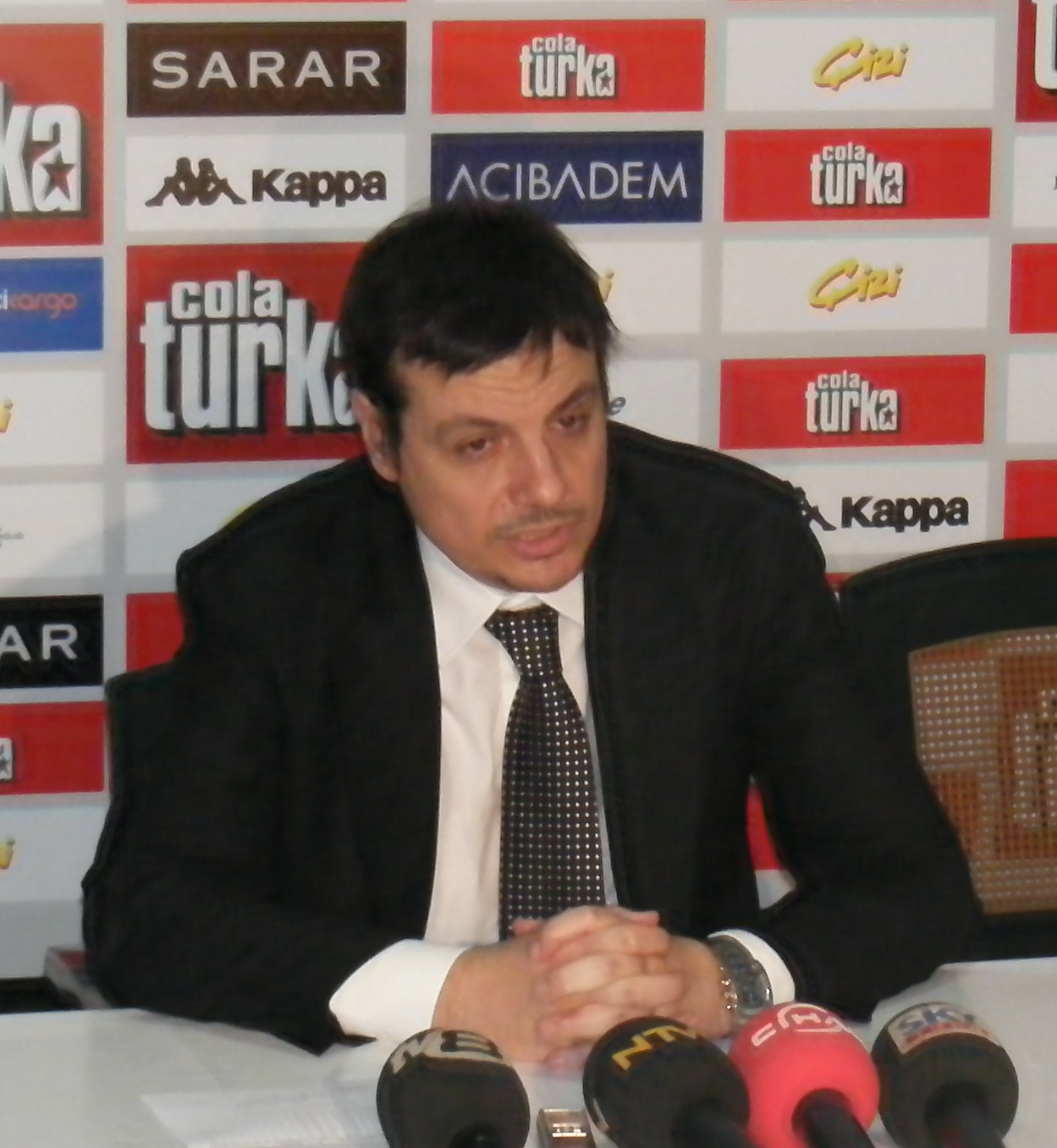
Ergin Ataman